# Yoder, Oregon
Yoder, Oregon là một cộng đồng chưa hợp nhất trong Quận Clackamas, Oregon, Hoa Kỳ. Tên "Yoder" có nguồn góc từ người Mennonite là bộ lạc từng định cư trong khu vực này. Cộng đồng này được nổi tiếng vì là một nơi quay phim cho phim truyền hình Nowhere Man (phim dài truyền hình).  Lưu trữ ngày 28 tháng 8 năm 2006 tại Wayback Machine